# Эвальд, Карл Антон
Карл Антон Эвальд (нем. Carl Anton Ewald; 30 октября 1845, Берлин — 20 сентября 1915, там же) — немецкий гастроэнтеролог и физиолог.

## Биография
Эвальд известен своими работами по исследованию желудочного сока и тем, что предложил использовать гибкий резиновый зонд для аспирации желудочного содержимого.
Эвальд учился в Берлинском университете имени Гумбольдта, Гейдельбергском университете и Бонне. В 1870 году, в Берлине, получил степень доктора медицины. С 1871 года — ассистент известного немецкого клинициста Фридриха Теодора Фрерикса (1819—1885). С 1882 года — экстраординарный профессор Берлинского университета. С того же года он стал редактором «Берлинского клинического еженедельника» (нем. Berliner klinische Wochenschrift). С 1909 года — ординарный почётный профессор.
В 1888 году он становится главным врачом отделения внутренних болезней в берлинском госпитале Императрицы Августы. Один из пионеров гастроэнтерологии, Эвальд сделал госпиталь Императрицы Августы центром по болезням органов пищеварения.
Его именем назван «пробный завтрак Эвальда» (называемый также «пробным завтраком Боаса-Эвальда»), используемый при исследовании желудочного сока: 40 (или 200) г белого хлеба или булки и 400 см куб. воды или чая. Запрещены масло, сахар, молоко и сливки. Содержимое желудка откачивается для исследования через час после приёма завтрака (1885).
Немецкий гастроэнтеролог Исмар Исидор Боас был одним из наиболее известных учеников Эвальда. Ассистентом Эвальда в течение нескольких месяцев 1887 года работал будущий известный американский гастроэнтеролог, профессор Макс Эйнхорн, а в 1901—1902 годах — будущий белорусский академик Фёдор Оскарович Гаусман.

## Важнейшие труды
- «Beiträge zur Histologie und Physiologie der Speicheldrüsen des Hundes» (Берлин, 1870)
- «Die Lehre von der Verdanung. Einleitung in die Klinik der Verdauungkrankheiten» (ib., 1879; 3 изд., ib., 189 3)
- «Handbuch oder Ernährung des gesunden und kranken Menschen» (2 изд., 1895)
- «Die Krankheiten der Schildrüsen» (1896)